# South Lebanon (Oregon)
South Lebanon – jednostka osadnicza w Stanach Zjednoczonych, w stanie Oregon, w hrabstwie Linn.